# Exova
Exova (2009-2018) är namnet på en tjänstekoncern inom materialteknik och mätteknik med härstamning från svensk flygindustri och försvarsindustri. 
Exovas nordiska verksamheter bytte i juni 2018 namn till Element Materials Technology AB och Element Metech AB, efter att hela Exova Group internationellt förvärvats av Element Materials Technology i juni 2017.  
Elements huvudkontor för verksamheterna i Norden ligger i Linköping, och kunderna finns inom flyg, försvar och civil industri, nationellt och internationellt. 

## Materialteknik
Exova Materials Technology AB, senare Element Materials Technology AB, är inriktade på materialteknik med specialistkunskaper inom metaller, polymerer, kompositer, ytbehandling, drivmedel och smörjmedel, med provningslaboratorier i Linköping, Nyköping och Karlskoga. 

## Mätteknik
Exova Metech AB, senare Element Metech AB, är inriktade på mätteknik och tillhandahåller mätteknisk konsultation, kalibrering och uppmätning för industrin. Företaget är specialiserade på  kalibrering av mätinstrument och mätverktyg inom bland annat elektricitet DC/LF, RF/HF och högspänning, geometri/längd, kraft/moment, tryck, massa/vikt, temp, fukt, gasflöde, vätskeflöde, fiberoptik och akustik.
Verksamheterna finns i Stockholm, Göteborg, Linköping, Jönköping, Arboga, Ludvika, Trollhättan och Eslöv, samt i Danmark, Finland, Tyskland, Tjeckien och Kina.

## Historik, Materialteknik

### Sedan flyget var ungt...
Företaget har rötterna i flyg- och försvarsindustrin ända sedan 1920-talet då materialprovningen i Malmslätt utanför Linköping startade för provning av trä och duk för det svenska militärflyget. Genom bildandet av Saab AB etablerades också materiallaboratoriet i Tannefors, Linköping som fortfarande är huvudkontor. Verksamheten breddades kontinuerligt under flera decennier också mot civil industri. Genom åren har företaget bland annat lystrat till namnen FFV Materialteknik, Celsius Materialteknik och Bodycote Materials Testing.

### CSM Materialteknik Linköping
Genom en sammanslagning av Celsius Materialteknik AB och avdelningen för material och processteknik inom Saab Military Aircraft grundades 1995 CSM Materialteknik AB, som år 2000 blev helägt dotterbolag till Saab.

### CMK Karlskoga
CMK (Celsius Materialteknik Karlskoga) bildades 1992 genom att Celsius köpte Bofors materiallaboratorium. År 2000 blev CMK ett helägt dotterbolag till Saab och bytte senare namn till Bodycote CMK.

### Studsvik Polymer Nyköping
Laboratoriet Studsvik Polymer grundades 1973. Studsvik Polymer blev ett eget bolag 1997 och bytte så småningom namn till Bodycote Polymer.

### Bodycote Materials Testing AB och Exova
2006 bildades Bodycote Testing Group av Internationella Bodycote PLC genom uppköp och sammanslagning av många laboratorier internationellt. Svenska Bodycote Materials Testing AB bildades då som en sammanslagning mellan CSM Materialteknik i Linköping, Bodycote CMK i Karlskoga och Bodycote Polymer i Nyköping.
2008 förvärvades Bodycotes internationella testingverksamhet av Clayton, Dubilier & Rice (CD&R), och fick sitt nya namn Exova. Exova noterades på Londonbörsen våren 2014, men avnoterades 2017 i samband med Elements förvärv av Exova.

## Historik, Mätteknik
Metech har sitt ursprung i svenska flygvapnets instrumentverkstad som startade 1947. Företaget har vuxit kontinuerligt sedan dess genom förvärv och långsiktiga kundsamarbeten. 

### FFV Aerotech
Fram till och med 1994 var verksamheten en avdelning inom dåvarande FFV Aerotech. 1994 bildades FFV Mätteknik, som ett dotterbolag till FFV Aerotech. Vid samma tidpunkt bildades även företagets finska bolag FFV Mittausteknika OY.

### Celsius Metech och Saab Metech
År 1998 förvärvade Celsius FFV-koncernen och det nya namnet blev Celsius Metech. 1999 etablerade sig företaget i Danmark och Tyskland. År 2000 förvärvade Saab Celsiuskoncernen och namnet ändrades till Saab Metech.
1980 erhöll Metech ett förordnade att upprätthålla Riksmätplats för högfrekventa elektriska storheter, ett förordnande som varade till år 2000. I samband med att Riksmätplatsen flyttades erhöll Metech istället en ackreditering för högfrekventa storheter.

### Bodycote Metech och Exova Metech
2006 bildades Bodycote Testing Group av Internationella Bodycote plc genom uppköp och sammanslagning av många laboratorier internationellt. Saab Metech såldes till Bodycote och det nya namnet blev följaktligen Bodycote Metech. 2008 förvärvades Bodycotes internationella testingverksamhet av Clayton, Dubilier & Rice (CD&R), och fick sitt nya namn Exova. Exova Group Plc noterades på Londonbörsen våren 2014, men avnoterades 2017 i samband med Elements förvärv av Exova. 